# Skřivánčí vrch (Šluknovská pahorkatina)
Skřivánčí vrch (německy Lerchenberg) je kopec s nadmořskou výškou 479 m nacházející se v Lobendavě v Ústeckém kraji. Část svahů se nachází na území lobendavské místní části Severní a také na území saského Berthelsdorfu (místní část města Neustadt in Sachsen). Vrch náleží ke geomorfologickému celku Šluknovská pahorkatina, jejímu okrsku Šenovská pahorkatina a podokrsku Mikulášovická pahorkatina. Geologické podloží tvoří drobně až střednězrnný dvojslídý granodiorit, který je narušen žílou doleritu. Převažujícím půdním typem je dystrická kambizem, kterou doplňuje při vodních tocích kambizem oglejená a modální glej. Většina vrchu je porostlá smíšeným a jehličnatým lesem s převahou smrku ztepilého (Picea abies) a s podstatným zastoupením buku lesního (Fagus sylvatica). Na Skřivánčím vrchu pramení bezejmenné přítoky Lučního potoka (Heimichbach) a také Bublava, které náleží k povodí Labe a úmoří Severního moře. Severně od vrcholu prochází česko-německá státní hranice a nedaleko ní historická cesta zvaná Tkalcovská.